# フライガイザー
フライガイザー（英語: Fly Geyser）は、アメリカ合衆国のネバダ州にある間欠泉である。州北部のブラックロック砂漠の中のフライ牧場 (Fly Ranch) に位置する。

## 由来
1916年、砂漠内の一部の土地を農地にするために井戸の掘削作業が行われているときに、間欠泉が偶発的に発見される。このときに掘り当てられた熱水は 93 ℃の温度であり、灌漑に用いる水には適さないため、間欠泉はそのまま放っておかれ、やがて、3メートルほどの厚さをもつ炭酸カルシウムの円錐体が形づくられた。
1964年、地熱エネルギーの開発を行う会社が試掘井の掘削作業を行った。このときに掘り当てられた熱水も 93 ℃の温度であり、同社が必要とする温度ではなかったため、井戸は埋め戻された。しかしながら、封印した部分が水圧に耐えかねて、水が空中に噴出した。この2つ目の間欠泉がフライガイザーであり、1つ目の間欠泉から数十メートル北へ行ったところにあり、1つ目の間欠泉から水圧を奪っている。
やがて、水中に含有される鉱物が砂漠の表面で固化・堆積し、円錐体が形づくられ、大きくなっていった。噴出口はいくつもあり、円錐体群が段状の盛り山を形成している。円錐体群は、炭酸カルシウムでできている。円錐体群が、黄色や緑色、赤色やオレンジ色など、多彩な色調を見せているのは、間欠泉が好熱性の藻類で覆われているためである。

## 交通アクセス
ガーラック (en:Gerlach, Nevada) からは、州道34号線 (en:Nevada State Route 34) で北へおよそ32キロメートルほど行ったところにある。フライガイザーは、州道34号線からおよそ480メートルのところに位置しており、その一帯は私有地になっているが、間欠泉は、州道34号線のそばから望むことができる。